# Liste der Kulturdenkmale in Schalkau
Die Liste der Kulturdenkmale in Schalkau führt die Kulturdenkmale der Stadt Schalkau und ihrer Ortsteile Almerswind, Bachfeld, Ehnes, Gundelswind, Görsdorf, Mausendorf, Roth, Selsendorf, Theuern, Truckendorf und Truckenthal im thüringischen Landkreis Sonneberg auf. Grundlage dieser Liste ist das Buch Denkmaltopographie Bundesrepublik Deutschland – Kulturdenkmale in Thüringen / Landkreis Sonneberg von Thomas Schwämmlein mit dem 30. Mai 2005 als Stand der Erfassung. Die folgenden Angaben ersetzen nicht die rechtsverbindliche Auskunft der Denkmalschutzbehörde.

## Einzeldenkmale

### Schalkau
| Bild                           | Bezeichnung                                                | Lage                                     | Datierung             | Beschreibung | ID |
| ------------------------------ | ---------------------------------------------------------- | ---------------------------------------- | --------------------- | --- | -- |
| Fotos hochladen                | Wohn- und Geschäftshaus                                    | Bahnhofstraße 12 (Karte)                 |                       | Das Wohn- und Geschäftshaus errichtete sich der Bauunternehmer Albert Steiner nach eigenen Plänen im Jahr 1910. Das Gebäude hat ein Sockelgeschoss aus bossiertem Naturstein auf dem sich ein zweigeschossiger Massiv- und Fachwerkbau sowie ein ausgebautes Mansardwalmdach befinden. Die Straßenfassade ist zusätzlich durch einen Mittelrisalit gegliedert. |    |
| Fotos hochladen                | Wohn- und Geschäftshaus                                    | Bahnhofstraße 14 (Karte)                 |                       | Das Wohn- und Geschäftshaus entstand 1905/1906 für den Spielwarenfabrikanten Eduard Erhard. Der zweigeschossige Massivbau hat ein Sockelgeschoss und ein ausgebautes Walmdach. Die Fassade gliedern ein Mittelrisalit und Giebel unter Satteldächern. Sie besteht unter anderem aus verschieferten Wandverkleidungen und Fachwerkelementen. Verandafenster im Obergeschoss haben eine Farbverglasung. |    |
| Fotos hochladen                | Wohnhaus                                                   | Bahnhofstraße 21 (Karte)                 |                       | Das zweigeschossige Wohnhaus entstand 1906. Es zeigt Jugendstilformen und Einflüsse der Heimatschutzbewegung. Das Gebäude hat ein Sockelgeschoss auf dem sich ein Massiv- und Fachwerkbau sowie ein ausgebautes Satteldach befinden. Umfangreiches Fachwerk ist vor allem am Verandaanbau mit dem Eingang vorhanden. |    |
| Fotos hochladen                | Hauptgebäude der ehemaligen Mühlen am Truckenthaler Wasser | Bahnhofstraße 28 (Karte)                 | 1842                  | Im Jahr 1842 entstand das Hauptgebäude der ehemaligen Mühlen am Truckenthaler Wasser, die 1516 erstmals als Schaumbergische äußere Mühle erwähnt wurde. 1928 folgte ein umfangreicher Umbau, bei dem das Dachgeschoss aufgestockt wurde. 1991 wurde der Mahlbetrieb eingestellt. Seit 1995, nach einem Umbau, dient das oberschlächtige, erneuerte Wasserrad der Stromerzeugung. Das in Mühl- und Wohnbereich aufgeteilte Hauptgebäude ist teilweise zweifarbig mit Schablonenschiefer verkleidet. Die Mühlentechnik mit vier Mahlgängen und einem Schrotgang ist noch erhalten. |    |
| Fotos hochladen                | Wohn- und Geschäftshaus                                    | Bahnhofstraße 29 (Karte)                 |                       | Das Wohn- und Geschäftshaus entstand 1909 für den Spielwarenfabrikanten Albin Heß nach Plänen von Johann Georg Steiner an einer Straßenkreuzung. Es zeigt Jugendstilformen und Einflüsse der Heimatschutzbewegung. Das Gebäude hat ein Sockelgeschoss aus bossiertem Naturstein auf dem sich ein zweigeschossiger Massiv- und Fachwerkbau sowie ein ausgebautes Satteldach befinden. Zierfachwerk, insbesondere in den Brüstungsfeldern, gestaltet die Fassade. Zu dem Anwesen gehört ein zweistöckiges Fabrikgebäude aus Fachwerk mit Ziegelausfachung, teilweise verschiefert. |    |
| Fotos hochladen                | Friedhofskirche                                            | Coburger Straße (Karte)                  | 1731                  | Die evangelisch-lutherische Friedhofskirche entstand 1731 in Hanglage gegenüber dem Alten Friedhof. Es ist eine Saalkirche mit rechteckigen Fenstern und Ecklisenen überspannt von einem Halbwalmdach mit einem Giebelreiter oberhalb der Eingangsfront. Der Innenraum hat eine Kassettendecke und eine dreiseitige Empore. Im Südosten befindet sich hinter dem Altar die Kanzel. |    |
| Fotos hochladen                | Alter Friedhof                                             | Coburger Straße                          |                       | Vom Alten Friedhof ist ein Teil der Friedhofsmauer von 1673 mit einem rundbogigen Eingang noch vorhanden. Außerdem steht auf dem Areal als Säulenstumpf mit Trauerkranz der Grabstein für den 1821 gestorbenen Pfarrer Friedrich Wilhelm Motz. |    |
| Fotos hochladen                | Wohn- und Geschäftshaus                                    | Coburger Straße 1 (Karte)                |                       | Wohn- und Geschäftshaus, verputzter Fachwerkbau mit Halmwalmdach, 19. Jh. |    |
| Fotos hochladen                | Ehemalige Gaststätte Puppenstübchen                        | Coburger Straße 2 (Karte)                |                       | Ehemalige Gaststätte Puppenstübchen, Fachwerkbau mit Satteldach aus dem 18. Jahrhundert, bestehend aus zwei nachträglich verbundenen Bauteilen. Ein Bauteil ist auf einem vermutlich älteren Gewölbekeller errichtet. Herausragende städtebauliche Lage am Marktplatz, gegenüber der Kirche und dem Rathaus. |    |
| Fotos hochladen                | Wegweiserstein                                             | Eisfelder Straße (Karte)                 | 19. Jahrhundert       | |    |
| Fotos hochladen                | Wohnhaus mit Kapelle                                       | Eisfelder Straße 22 (Karte)              |                       | Massiv- und Fachwerkbau mit Walmdach, bez. 1903 |    |
| Fotos hochladen                | Schulgebäude der Goethe-Schule                             | Georgstraße 11 (Karte)                   | 1906                  | Massivbau mit Walmdach, von Karl Rommel |    |
| Fotos hochladen                | Wohnhaus                                                   | Herrngasse 2 (Karte)                     |                       | verputzter Fachwerkbau mit Satteldach, bez. 1690 |    |
| weitere Bilder Fotos hochladen | Evang.-luth. Kirche St. Johannis                           | Kirchplatz 1 (Karte)                     | 13.–20. Jh.           | Saalkirche mit eingezogenem Chor |    |
| Fotos hochladen                | Rathaus                                                    | Markt 1 (Karte)                          | 17.–20. Jahrhundert   | verschieferter Fachwerkbau mit Walmdach und Dachreiter |    |
| Fotos hochladen                | Wohnhaus                                                   | Markt 6 (Karte)                          | 17./18. Jahrhundert   | verputzter Fachwerkbau mit Satteldach |    |
| Fotos hochladen                | Wohnhaus                                                   | Marktstraße 2 (Karte)                    | 17./18. Jahrhundert   | verputzter/verkleideter Fachwerkbau mit Satteldach |    |
| weitere Bilder Fotos hochladen | Ehemaliges Hotel Thüringer Hof                             | Marktstraße 8 (Karte)                    | 1914/15               | neubarocker Massivbau mit Mansarddach |    |
| Fotos hochladen                | Wohnhaus                                                   | Marktstraße 14 (Karte)                   | 1701                  | verputzter/verkleideter Fachwerkbau mit Satteldach |    |
| Fotos hochladen                | Wohn- und Geschäftshaus                                    | Marktstraße 23 (Karte)                   | 16.–19. Jh.           | Massiv- und Fachwerkbau mit Satteldach |    |
| Fotos hochladen                | Wohnhaus                                                   | Rosengasse 13 (Karte)                    | um 1910               | Massiv- und Fachwerkbau mit Mansardwalmdach |    |
| Fotos hochladen                | Wohnhaus                                                   | Schaumbergstraße 22 (Karte)              |                       | Massivbau mit Glockendach, bez. 1913 |    |
| Fotos hochladen                | Gaststätte Schießhaus                                      | Schaumbergstraße 38 (Karte)              | 19./20. Jahrhundert   | Fachwerkgebäude mit Satteldächern |    |
| weitere Bilder Fotos hochladen | Ida-Denkmal                                                | westliches Ende Schaumbergstraße (Karte) | 1800                  | |    |
| weitere Bilder Fotos hochladen | Burgruine Schaumberg                                       | Schaumburg 1 (Karte)                     | 12. – 17. Jahrhundert | |    |
| Fotos hochladen                | Ehemalige Sparkasse                                        | Sonneberger Straße 6 (Karte)             |                       | Massiv- und Fachwerkbau mit Walmdach, bez. 1909 |    |
| Fotos hochladen                | Wohnhaus                                                   | Sonneberger Straße 8 (Karte)             |                       | Massiv- und Fachwerkbau mit Satteldach, bez. 1900 |    |
| Fotos hochladen                | Wohnhaus                                                   | Sonneberger Straße 35 (Karte)            | um 1904               | Massivbau mit Walmdach |    |
| Fotos hochladen                | Villa                                                      | Sonneberger Straße 36 (Karte)            | 1927/28               | neubarocker Massivbau mit Mansardwalmdach |    |
| Fotos hochladen                | Backhaus                                                   | Sturmgasse (Karte)                       | 1833                  | |    |
| Fotos hochladen                | Friedrich-Ludwig-Jahn-Denkmal                              | Tannenburg (Karte)                       | 1922/23               | |    |

### Almerswind
| Bild                           | Bezeichnung        | Lage                  | Datierung           | Beschreibung                                                                | ID |
| ------------------------------ | ------------------ | --------------------- | ------------------- | --------------------------------------------------------------------------- | -- |
| weitere Bilder Fotos hochladen | Schloss Almerswind | Alleeweg 2 (Karte)    | 17.–20. Jahrhundert | verputzter Massiv- und Fachwerkbau mit Walmdach und Treppenturm             |    |
| Fotos hochladen                | Wohnstallhaus      | Ehneser Weg 4 (Karte) |                     | verschieferter Massiv- und Fachwerkbau mit Krüppelwalmdach, bezeichnet 1808 |    |
| Fotos hochladen                | Friedhofskapelle   | Rother Straße (Karte) | 1920er Jahre        | Massivbau mit Satteldach,                                                   |    |

### Bachfeld
| Bild                           | Bezeichnung                                 | Lage                       | Datierung | Beschreibung | ID |
| ------------------------------ | ------------------------------------------- | -------------------------- | --------- | --- | -- |
| weitere Bilder Fotos hochladen | evangelisch-lutherische Kirche St. Matthäus | (Karte)                    | 1953      | Die evangelisch-lutherische Kirche St. Matthäus entstand von 1950 bis 1953 als Ersatzneubau für eine im April 1945 zerstörte Vorgängerkirche, nach einem Entwurf von Alfred Hellmann aus Almerswind, unter Mitwirkung von Fritz Zang. Die Saalkirche hat ein Satteldach, einen im Westen seitlich angeordneten Turm mit Eingangshalle und im Osten die Sakristei. Der erhöhte Altarbereich befindet sich im Südosten, eine eingeschossige Orgelempore im Nordwesten. Das Geläut besteht aus einer Eisenhartgussglocke von 1956, einer Bronzeglocke von 1946 und einer um 1500 gegossenen Bronzeglocke. |    |
| Fotos hochladen                | Backhaus                                    | An der Krelle 47 und 48    |           | Das Backhaus entstand in der ersten Hälfte des 19. Jahrhunderts. Der Ofenbereich wurde in Bruchsteinmauerwerk und der Arbeitsraum in Fachwerk gebaut. Das Gebäude überspannt ein Satteldach mit einem dachförmigen Schornsteinkopf. |    |
| Fotos hochladen                | Wohnhaus                                    | Herrengasse 87             | 1949/50   | Das Wohnhaus entstand 1949/50 nach Plänen von Alfred Hellmann als Ersatzneubau für ein im April 1945 zerstörtes Anwesen. Das zweistöckige, giebelständige Gebäude hat ein Satteldach und Fachwerkzierformen in Anlehnung an das fränkische Fachwerk. |    |
| Fotos hochladen                | Wohnhaus                                    | Herrengasse 88             | 1949/50   | Das Wohnhaus entstand 1949/50 nach Plänen von Alfred Hellmann als Ersatzneubau für ein im April 1945 zerstörtes Anwesen. Das zweistöckige, giebelständige Gebäude hat ein Satteldach und Fachwerkzierformen in Anlehnung an das fränkische Fachwerk. |    |
| Fotos hochladen                | Gruber Docke                                | Gruber Berg                |           | Die Gruber Docke, eine vierseitige Sandsteinstele, ist wohl der Rest eines ehemaligen Bildstocks. |    |
| Fotos hochladen                | Kreuzstein                                  | Gruber Höhe, B 89          |           | Der Kreuzstein trägt auf der östlichen Seite ein Malteserkreuz und soll 1632 für einen erschlagenen jungen Soldaten errichtet worden sein. |    |
| Fotos hochladen                | Gedenkstein                                 | Kirchberg                  |           | Der Gedenkstein trägt beidseitig ein lateinisches Kreuz mit kleeblattförmigen Enden. Er wurde gemäß Inschrift für die 1864 verunglückte Mithletha Kräuslein gesetzt. |    |
| Fotos hochladen                | Pankraz-Denkmal                             | Straße Bachfeld-Mausendorf |           | Das Pankraz-Denkmal erinnert gemäß Inschrift an Wilhelm Pankraz aus Schalkau, den 1918 Wilderer töteten. |    |

### Ehnes
| Bild                                    | Bezeichnung | Lage          | Datierung | Beschreibung | ID |
| --------------------------------------- | ----------- | ------------- | --------- | ------------ | -- |
| Direkt Bild zu diesem Denkmal hochladen | Wappenstein | Ortsstraße 45 | 1757      |              |    |

### Gundelswind
| Bild            | Bezeichnung   | Lage         | Datierung | Beschreibung | ID |
| --------------- | ------------- | ------------ | --------- | --- | -- |
| Fotos hochladen | Wohnstallhaus | Ortsstraße 3 |           | Das einstöckige Wohnstallhaus mit Satteldach und Kniestock wurde 1880 errichtet. Der unterkellerte Wohnteil ist ein verschieferter Fachwerkbau. Der massive Stallbereich hat eine preußische Kappendecke. Rechtwinklig angeordnet befindet sich ein getrennt stehendes Wirtschaftsgebäude. |    |

### Görsdorf
| Bild                           | Bezeichnung           | Lage                                 | Datierung       | Beschreibung | ID |
| ------------------------------ | --------------------- | ------------------------------------ | --------------- | --- | -- |
| Fotos hochladen                | Dreiseithof           | Görsdorf 15                          | 19. Jahrhundert | |    |
| weitere Bilder Fotos hochladen | Grenzdenkmal Görsdorf | Flurteil Auf der Hirteneller (Karte) |                 | Grenzdenkmal Görsdorf mit Fragmenten der DDR-Grenzsicherungsanlagen: Grenzmauer mit Kfz-Sperrgraben und Kolonnenweg, 1981 |    |

### Mausendorf
| Bild            | Bezeichnung | Lage                       | Datierung | Beschreibung | ID |
| --------------- | ----------- | -------------------------- | --------- | ------------ | -- |
| Fotos hochladen | Steinkreuz  | Straße Mausendorf-Schalkau |           |              |    |

### Roth
| Bild            | Bezeichnung      | Lage                  | Datierung | Beschreibung                                          | ID |
| --------------- | ---------------- | --------------------- | --------- | ----------------------------------------------------- | -- |
| Fotos hochladen | Backhaus         | Seltendorfer Straße 1 | um 1900   |                                                       |    |
| Fotos hochladen | Friedhofskapelle | Seltendorfer Straße 1 | 1949/50   | Massiv- und Fachwerkbau mit Satteldach und Dachreiter |    |

### Selsendorf
| Bild            | Bezeichnung    | Lage         | Datierung             | Beschreibung    | ID |
| --------------- | -------------- | ------------ | --------------------- | --------------- | -- |
| Fotos hochladen | Backhaus       | Rother Weg 7 |                       | bezeichnet 1870 |    |
| Fotos hochladen | Wegweiserstein | Rother Weg   | Mitte 19. Jahrhundert |                 |    |

### Theuern
| Bild                                    | Bezeichnung | Lage        | Datierung | Beschreibung                                           | ID |
| --------------------------------------- | ----------- | ----------- | --------- | ------------------------------------------------------ | -- |
| Direkt Bild zu diesem Denkmal hochladen | Forstamt    | Am Steger 3 | 1893/94   | Massivbau mit Walmdach und Anbau, von Hermann Schubert |    |

### Truckendorf
| Bild            | Bezeichnung    | Lage                        | Datierung       | Beschreibung | ID |
| --------------- | -------------- | --------------------------- | --------------- | ------------ | -- |
| Fotos hochladen | Kreuzstein     | Straße Truckendorf-Ehnes    |                 |              |    |
| Fotos hochladen | Wegweiserstein | Straße Truckendorf-Görsdorf | 19. Jahrhundert |              |    |

### Truckenthal
| Bild            | Bezeichnung             | Lage              | Datierung                      | Beschreibung                                                  | ID |
| --------------- | ----------------------- | ----------------- | ------------------------------ | ------------------------------------------------------------- | -- |
| Fotos hochladen | Backhaus                | Bleßbergstraße 13 | erstes Drittel 19. Jahrhundert |                                                               |    |
| Fotos hochladen | Wohnstallhaus           | Bleßbergstraße 28 | erste Hälfte 19. Jahrhundert   | verschieferter Massiv- und Fachwerkbau mit Mansardgiebeldach  |    |
| Fotos hochladen | Ehemaliges Schulgebäude | Bleßbergstraße 37 |                                | Massivbau mit Mansardwalmdach und Dachreiter, bezeichnet 1913 |    |
| Fotos hochladen | Backhaus                | Bleßbergstraße 45 | erstes Drittel 19. Jahrhundert |                                                               |    |

Landesgrenzsteine des Herzogtums Sachsen-Meiningen und des Herzogtums Sachsen-Coburg stehen auf einem Teil der Gemarkungsgrenzen von Almerswind, Emstadt, Görsdorf, Roth und Truckendorf.

## Bodendenkmale

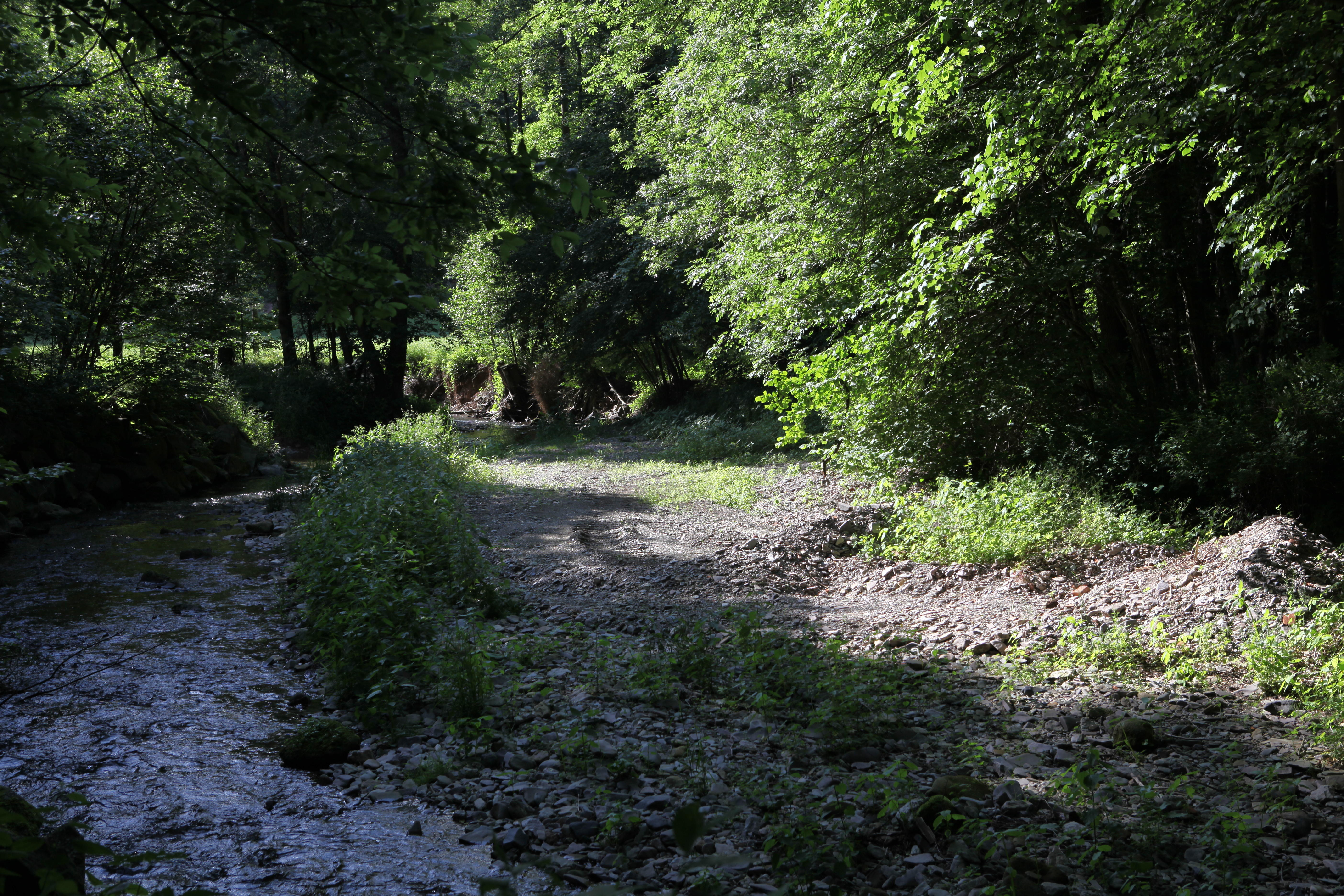
Halden der Goldwäscherei bei Selsendorf

In Schalkau gibt es am Höhn eine nicht datierte Wallanlage, in der Ortsstraße 45 in Ehnes einen Turmhügel und bei Selsendorf an der Grümpen eine spätmittelalterliche Goldwäscherei.

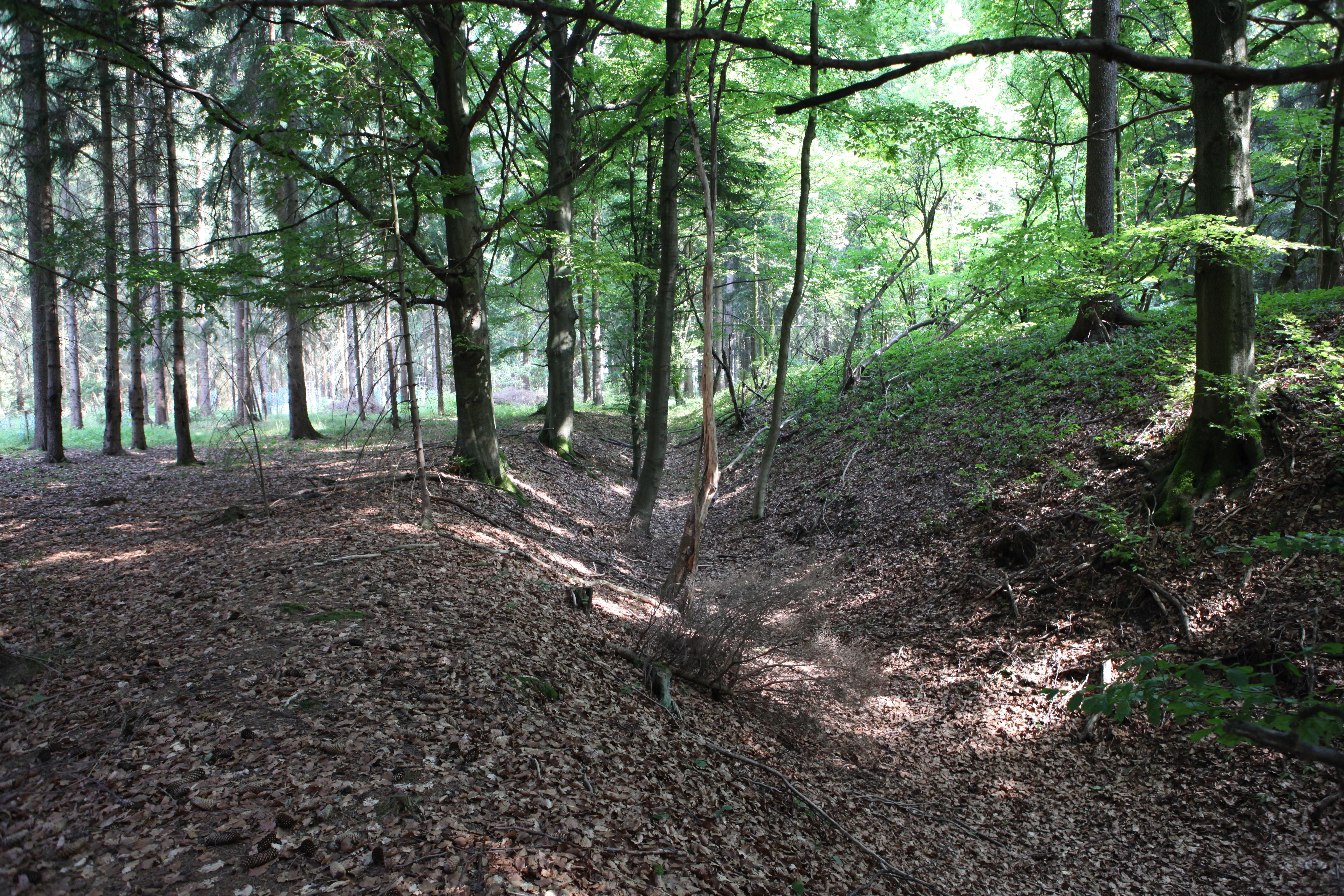
Wallanlage Gruber Höhe

Auf der Gruber Höhe in Bachfeld ist eine Wallanlage vorhanden, die ins 10. Jahrhundert datiert wird.